# Hans Elias
Hans Elias (* 28. Juni 1907 in Darmstadt; † 11. April 1985 in San Francisco) war ein deutschamerikanischer Wissenschaftler und Künstler, der 1935 zunächst nach Italien und dann in die USA emigrieren musste. Der äußerst vielseitige Elias, der unter anderem als Anatom, Morphologe, Erzieher, Mathematiker, Kameramann, Maler und Bildhauer bekannt geworden ist, gilt zudem als einer der Väter der Stereologie und der wissenschaftlichen Kinematographie.

## Herkunft und Ausbildung
Hans Elias ist der Sohn des Schuldirektors Michael Elias (* 1867 in Gudensberg – † 1926 in Darmstadt) und seiner Frau Anna (* 17. April 1876 in Darmstadt – † 31. Oktober 1960 in Chikago). Michael Elias war der Gründer und Leiter des seit dem 1. Juli 1897 bestehenden Darmstädter Pädagogiums, einer höheren Privatschule im Darmstädter Paulusviertel. Die Schule war eine Vorbereitungsanstalt auf Mittlere Reife und Abitur. Zielgruppe des Pädagogiums waren „Schüler, die dem Unterricht in großen Klassen der öffentlichen Schulen nicht folgen können, sondern eingehender, individueller Behandlung bedürfen, oder die durch Krankheit längere Zeit von der Schule fernbleiben mussten. […] Außerdem bietet es jungen Leuten, die vorzeitig die öffentliche Schule verlassen haben oder die früher keine Gelegenheit zum Besuch einer höheren Lehranstalt hatten, die Möglichkeit, sich in kürzester Zeit zum Einjährigen-, Primaner-, Fähnrichs- oder Abiturientenexamen vorzubereiten.“
Anna Elias war die Tochter von Heinrich Oppenheimer, dem langjährigen Vorsänger der liberalen jüdischen Religionsgemeinde in Darmstadt. Sie war Schülerin der Malerin Anna Beyer, der Ehefrau von Adolf Beyer, bei dem später ihr Sohn Hans ausgebildet wurde. Sie selber war Lehrerin, Malerin und Bildhauerin, von der unter anderem auch eine Plastik des Datterichs stammt. Die Asche der in Chicago verstorbenen Anna Elias wurde am 29. März 1961 auf dem Darmstädter Jüdischen Friedhof beigesetzt.
Hans Elias und seine Schwester Magda wuchsen in einem liberal-demokratischen Elternhaus von weitgehend assimilierten Juden auf. Hans Elias verfügte schon als kleiner Junge über eine große zeichnerische Begabung, was seine Eltern bewog, ihn im Alter von 15 Jahren auf die Werkkunstschule Darmstadt zu schicken, wo er als Schüler von Adolf Beyer das Zeichnen und Modellieren lernte.
Nach drei Jahren Werkkunstschule drängten ihn seine Eltern, das Abitur nachzuholen. Danach bewarb er sich 1926 an der staatlichen Kunsthochschule in Berlin für eine Ausbildung zum Kunstlehrer, erhielt aber keinen Studienplatz. Aufgrund dieser Absage beginnt er an der Technischen Hochschule in Darmstadt das Studium in den Fächern Mathematik, Zoologie und Physik. 1931 legt er das Staatsexamen ab und wird kurz danach in Gießen promoviert. Seine Dissertation trägt den Titel Die Entwicklung des Farbkleides des Wasserfrosches (Rana esculenta) und enthält auch viele von ihm selbst gezeichnete Illustrationen. Hildebrandt sieht sogar noch ein erweitertes Spektrum seiner Studienfächer (Hauptfächer Biologie und Mathematik, Nebenfächer Physik und Erziehungswissenschaften) und nennt auch Berlin als weiteren Studienort. Aus all dem folgert sie: „Die Studienauswahl spiegelt die breite Palette von Elias’ Interessen, so wie er sich selbst auch sein Leben lang in erster Linie als ein Lehrer, und danach auch als Wissenschaftler und Künstler sah.“

## Die Jahre vor der ersten Emigration
Über die unmittelbar nachfolgenden Tätigkeiten von Hans Elias gibt es leicht abweichende Darstellungen. Baron spricht von Zwischenstationen als Lehrer an der elterlichen Schule in Darmstadt und in Frankfurt am Main, Hildebrandt spricht von einer begonnenen Lehrerausbildung an einer Frankfurter höheren Schule, die er aufgrund familiärer finanzieller Probleme habe abbrechen müssen. Beide stimmen aber darüber überein, dass Elias dann eine Anstellung an der Israelitischen Taubstummenanstalt in Berlin-Weißensee gefunden habe. In seinen Erinnerungen habe Elias die Übersiedelung nach Berlin als „Expatriierung“ bezeichnet, bei der er sich auf dem Weg nach Sibirien fühlte. Dass er damals Darmstadt habe verlassen müssen, sei der härteste Schritt in seiner Emigrationsgeschichte gewesen.
Das Ende seiner Tätigkeit in Berlin-Weißensee schildert Hildebrandt:

„Felix Reich, der Direktor dieser Schule, war selbst jüdischer Abstammung, aber auch von starker nationalistischer Überzeugung, und nach Hitlers Aufstieg zur Macht forderte von seinen Beschäftigten, dass sie ihre Schüler mit einem erhobenen rechten Arm und dem Wort ‚Heil‘, aber ohne den Zusatz ‚Hitler‘ begrüßten. Elias war der einzige Lehrer, der sich der Anordnung widersetzte, und wurde gefeuert. Das war das erste, aber nicht das letzte Mal, dass Hans Elias die Einhaltung von Anweisungen von Vorgesetzten verweigerte, wenn diese seinen Prinzipien zuwiderliefen, Weigerungen, die zum Verlust seiner jeweiligen Arbeitsplätze führten.“

Der 1. April 1933, der Tag des von den Nationalsozialisten initiierten Judenboykotts, veranlasste Hans Elias, seine Mutter und seine Schwester zur Emigration zu drängen. Die beiden reisten nach Mailand, wo sie eine Beschäftigung in der Kinderpflege fanden. E selber wollte noch in Deutschland bleiben, weil er sich moralisch verpflichtet fühlte, junge Juden in Deutschland zu unterstützen. Er fand eine Stelle als Lehrer am Jüdischen Landschulheim Herrlingen und unterrichtete hier Mathematik, Naturwissenschaften, Zeichnen, Werkunterricht und Erdkunde. Jenny Heymann, eine Herrlinger Kollegin, beschreibt ihn als einen begabten jungen „Lehrer, mit ausgezeichneten naturwissenschaftlichen Kenntnissen, der jedoch sehr bald nach seinem Eintritt ins Herrlinger Lehrerkollegium nach Amerika auswanderte“. Heymann liegt falsch mit dem von Elias 1934 gewählten Auswanderungsziel, und sie sagt auch nichts über die Gründe, die ihn nach nur einem knappen Jahr in Herrlingen bewogen, die Schule zu verlassen. Nach Hildebrandt resignierte er, nachdem er offenbar erfolglos die aus seiner Sicht zu liberalen pädagogischen Methoden seines Vorgesetzten, Hugo Rosenthal, kritisiert hatte. Er sei 1934 zu dem Schluss gekommen, dass er nicht in der Lage wäre seinen Traum von der Erziehung jüdischer Schüler in Deutschland weiter zu verfolgen. Das habe an seiner „Arbeitsunfähigkeit“ („unemployability“) innerhalb des öffentlichen Dienstes in Deutschland gelegen und an seinen fehlenden Finanzen für eine eigene private Einrichtung.

## Italien-Schweiz-Italien 1934–1935
im Frühjahr 1934 (Baron meint 1935) folgt Hans Elias seiner Familie nach Mailand, wo diese bei italienischen Verwandten untergekommen war. Er übersiedelte aber bald nach Turin, weil er dort eine Anstellung als Hauslehrer bei einer wohlhabenden Familie gefunden hatte. Da er in diesem Job die Vormittage frei hatte, ermöglichte ihm dies, seine Froschforschungen am anatomischen Institut der Universität in Zusammenarbeit mit Giuseppe Levi fortzusetzen. Er musste diese Studien abbrechen, weil er mit seinen pädagogischen Vorstellungen bei der Familie, deren Kinder er nachmittags erziehen sollte, aneckte. Er verlor diesen Job und kehrte nach Mailand zurück.
In Mailand nahm er die Arbeit an einem Filmprojekt über die embryonale Entwicklung des europäischen Baumfrosches auf. Er knüpfte dabei an frühere kinematographische Arbeiten an, die er zusammen mit Michael Evenari (Walter Schwarz) in Darmstadt und bei Richard Weissenberg in Berlin erprobt hatte. Er perfektionierte seine Techniken und erhielt 1935 ein Stipendium des Schweizer Hilfswerks für Deutsche Gelehrte. Aufgrund dieses Stipendiums konnte er in Zürich mit Ernst Rüst, Professor am Photographischen Institut der ETH Zürich zusammenarbeiten und einen Lehrfilm über die Entwicklung amphibischer Eizellen herstellen. Darüber hinaus kam es auch zu einer Zusammenarbeit mit den Anatomen Wilhelm von Möllendorff und Wolfgang Bargmann.
1936 reist Hans Elias nach Venedig, wo die 1933 aus Deutschland emigrierte Anneliese Buchthal (* 1904 in Witten an der Ruhr) als Physiotherapeutin arbeitete. Beide kannten sich seit 1933 und heirateten am 11. Oktober 1936 in Venedig. Elias arbeitete derweil als unbezahlter Forscher mit Tullio Terni am anatomischen Institut der Universität Padua zusammen und verdiente sich Geld als Porträtmaler. Ein Bild von ihm wurde 1936 auf der Biennale di Venezia gezeigt.
Das Ehepaar Elias verlegte 1937 seinen Wohnsitz nach Rom, wo auf Hans Elias gleich zwei Aufgaben warteten: Er wurde Direktor des Labors für wissenschaftliche Kinematographie und Histologie des Consiglio Nazionale delle Ricerche und Berater am Internationalen Institut für den Pädagogischen Film der Vereinten Nationen. Baron legt nahe, dass diese Engagements Folge seiner erfolgreichen Zusammenarbeit mit Ernst Rüst waren.

Der positiven beruflichen Entwicklung stand eine politische Entwicklung gegenüber, die es Juden auch in Italien immer schwerer machte, frei von Repressionen zu leben. Im Sommer 1938 drängten deshalb seine Mutter, seine Schwester und seine Frau Hans Elias dazu, Visen für eine Auswanderung in die USA zu beantragen. Hans Elias stand diesem Ansinnen längere Zeit ablehnend gegenüber, da er sich vor einer weiteren Emigration und der damit möglicherweise verbundenen Arbeitslosigkeit fürchtete. Erst nach der Verabschiedung des „Gesetzes zum Schutz der italienischen Rasse“ im September 1938, das allen nach 1919 in Italien eingewanderten Juden die Ausweisung androhte und ihnen lediglich eine halbjährige Übergangsfrist zur freiwilligen Ausreise zugestand, war er von der Notwendigkeit einer Auswanderung überzeugt. Zu dieser Zeit arbeitete er auf Vermittlung seines Freundes Hans Bytinski-Salz mit Giuseppe Reverberi am Biologischen Labor des „Athenaeum Pontificum Lateranense“ im Vatikan zusammen und hatte auch das Angebot, an die Universität Istanbul zu kommen. Er und seine Familie entschieden sich aber für Amerika und verließen am 1. April 1939 Italien. Wie schwer ihm das gefallen ist, zeigt ein von Hildebrandt zitierter Tagebucheintrag von Anfang 1939:

„Per aspera ad astra. […] Auswanderung ist mir widerlich. Ich habe schon genug gesehen. Und Darmstadt, der Odenwald und der Schwarzwald sind völlig genug für mich.“

## Als Emigrant in den USA

### Als Professor an der Middlesex University
Hans Elias’ Furcht vor der Arbeitslosigkeit nach einer erneuten Emigration war nicht unbegründet, denn nach der Ankunft der Familie am 13. April 1939 in New York begann eine lange Suche nach einer adäquaten Beschäftigung, bei der er sich mit vielen anderen Akademikern in Konkurrenz befand, die gleich ihm eine Stelle im amerikanischen Wissenschaftssystem suchten. Baron berichtet, dass Elias zunächst in den „Harvard Biological Laboratories“ untergekommen sei. Er hatte jedoch Glück und fand noch 1939 eine Anstellung als Professor für Biologie und Veterinärhistologie an der Middlesex University in Waltham (Massachusetts). Diese Universität, auf deren Gelände und mit deren Einrichtungen nach ihrer Schließung 1948 die Brandeis University entstand, war für ihre Veterinärmedizin bekannt, ihr Status war aber nicht mit dem der Universitäten aus der Ivy League vergleichbar. Sie war jedoch insofern fortschrittlicher als viele andere amerikanische Universitäten dieser Zeit, als sie keine Beschränkungen hinsichtlich Rasse, Hautfarbe oder Religion ihrer Studenten praktizierte und insbesondere auch Juden freien Zugang gewährte. Und sie war zu einer Heimat vieler europäischer Emigranten geworden, darunter der oben schon erwähnte Richard Weissenberg aus Berlin, Elias’ früherer Lehrer, und der ehemalige Wiener Anatom Louis L. Bergmann (1907–1992).
In diesem Umfeld entfaltete Hans Elias eine breite publizistische Tätigkeit. Er schrieb über Erziehungsfragen und stand in Briefkontakt zu vielen in den USA lebenden Emigranten. Hauptsächlich war er aber als Hochschullehrer und Forscher aktiv, und auch seine familiäre Situation veränderte sich in dieser Zeit: zwei Söhne wurden geboren, und er und seine Frau Anneliese wurden am 27. November 1944 US-amerikanische Staatsbürger.

### Lehrfilmproduzent in Atlanta
Hildebrandt spricht davon, dass Hans Elias 1945 eine proftiablere und sichere Stelle angestrebt hätte, erwähnt aber nicht, dass dies wahrscheinlich der schwierigen Situation geschuldet war, in der sich die Middlesex University befand. 1944 war ein Gesetz erlassen worden, das von allen medizinischen Hochschulen eine Akkreditierung durch die American Medical Association (AMA) verlangte. Middlesex war eine der wenigen Hochschulen, denen diese Akkreditierung versagt blieb, was in der Folge wegen mangelnder Unterstützung und aufgrund fehlender finanzieller Mittel zu deren Schließung führte. In diesem Kontext entschied sich Hans Elias für eine außeruniversitäre Beschäftigung und wurde Mitarbeiter des Center for Communicable Diseases (CDC) in Atlanta. Seine Aufgabe hier war es, medizinische Lehrfilme zu produzieren, wobei er auch einen Film über die in tropischen Ländern verbreitete Wurmkrankheit Schistosomiasis (auch als Bilharziose bekannt) herstellte. Im Verlaufe seiner Arbeiten dort wurde er auf Diskrepanzen in der Leberforschung aufmerksam und begann darüber wissenschaftlich zu publizieren. Eben dies wurde ihm von seinem Vorgesetzten 1948 untersagt, doch Hans Elias setzte sich darüber weg. Die Folgen beschrieb ein Kollege: „Die Papers machten ihn berühmt, aber sie sorgten dafür, dass er gefeuert wurde.“
Der vierjährige Aufenthalt in Atlanta konfrontierte Hans Elias und seine Familie auch mit dem Rassismus gegenüber Afroamerikanern. Sie seien entsetzt gewesen darüber wie ihre weißen Nachbarn die afroamerikanischen Nachbarn behandelt hätten. Hans Elias habe sich später sehr bemüht, Minderheiten und Benachteiligten unter seinen Studenten zu helfen.

### 1949 bis 1972: Chicago Medical School
Der aus Österreich stammende und an der Chicago Medical School arbeitende Hans Popper (1903–1988), ein Leberspezialist, war auf Hans Elias’ Veröffentlichungen aufmerksam geworden und sorgte 1949 für dessen Berufung als Assistenzprofessor für mikroskopische Anatomie. 1953 wurde er zum assoziierten Professor für Anatomie berufen und 1960 zum ordentlichen Professor.

Bereits in seinen frühen Jahren an der Medical School entwickelte Hans Elias die Grundlagen der Stereologie, über die er 1951 erstmals publizierte: A mathematical approach to microscopic anatomy. Wie sehr ihm dabei seine vielseitigen Erfahrungen und Begabungen auf unterschiedlichen wissenschaftlichen und künstlerischen Gebieten zugutekamen, beschreibt recht anschaulich Günter Baron:

„Sein wichtigstes wissenschaftlich-didaktisches Arbeitsfeld wird die bildliche Darstellung des Lebergewebes, und dabei beschreitet er neue Wege: Als ausgebildeter Zeichner, Mathematiker und Filmspezialist beginnt er, im Übergang von zweidimensionalen Bildern zu dreidimensionalen Strukturen mit Hilfe der Stereologie (räumliche Interpretation von Schnitten) die Blutversorgung und die Feinstrukturen des Lebergewebes für die Diagnostik und für didaktische Zwecke in vorher nie erreichter Anschaulichkeit darzustellen.“

Dem ersten Aufsatz über das, was später Stereologie genannt werden wird, folgten weitere zu dieser Thematik, und 1961 organisierte er schließlich eine Konferenz mit Wissenschaftlern aus den Bereichen Biologie, Geologie, Ingenieurwesen und Materialwissenschaften auf dem Feldberg im Schwarzwald. Der Zweck dieser Zusammenkunft bestand darin, gemeinsam Ansätze zur Quantifizierung von 3D-Objekten zu finden, die auf 2-D-Schnitten basierten. Bei diesem Treffen schlug Elias vor, den Begriff Stereologie zur Beschreibung des Problems zu verwenden. Ein Jahr später, 1962, wurde in Wien die Internationale Gesellschaft für Stereologie (ISS) (International Society for Stereology (ISS)) gegründet. Hans Elias wurde zum Gründungspräsidenten gewählt. Nach Mouton ist die ISS heute die mit Abstand größte multidisziplinäre Organisation von internationalen Wissenschaftlern, die keine kriegerischen Zweck verfolgt.
Hans Elias beschränkte sich jedoch keineswegs nur auf die Stereologie. Er publizierte über die menschliche Mikroanatomie, arbeitete weiter mit dem Leberspezialisten Popper zusammen, unterrichtete freiwillig an einer Grundschule und begann nebenher eine Karriere als Maler und Bildhauer. Zur Verbesserung seines Einkommens arbeitete er auch als Illustrator für pharmazeutische Firmen. Wenig Zustimmung fand sein Versuch, Latein als Wissenschaftssprache zu etablieren, und auch eine eigene Theorie über die multizentrische Karzinogenese und Krebszellrekrutierung konnte sich im Wissenschaftsbetrieb nicht durchsetzen, was ihn verbitterte und zu Verschwörungstheorien gegen sich verführte. Im August 1969 wandte sich Hans Elias in einem Brief direkt an Richard Nixon und forderte ihn zu einer Bildungsreform und zur Beendigung des Vietnamkriegs auf. Er tat das nicht unter seinem richtigen Namen und auch nicht unter seiner wahren Adresse, weil er befürchtete, wegen seiner regierungskritischen Einstellung von der Medical School gefeuert zu werden. Emeritiert wurde er dann ganz regulär im Jahre 1972.

### Spätwerk
Nach seiner Emeritierung zogen Hans und Anneliese Elias nach Kalifornien, wo ihre beiden Söhne lebten. 1973 aber erhielt Hans Elias eine Einladung von der Universität Heidelberg für einen einjährigen Forschungsaufenthalt, während dessen er seine Krebsforschungen weiterbetreiben konnte. Dieser einjährige Umzug nach Deutschland fiel seiner Frau, anders als ihm, zunächst schwer, da sie vor ihrer frühen Emigration noch viele antisemitische Erfahrungen gemacht hatte. Hans Elias berichtete später, dass seine Frau durch ihre neuen Kontakte mit der deutschen Jugend und mit alten Freunden von ihm gelernt habe, dass das Deutschland der 1970er Jahre ein anderes war als das, das sie 1933 verlassen hatte.
1975 kehrte das Paar nach Kalifornien zurück. Hans Elias erhielt einen Forschungsauftrag über die Stereologie am Medical Center der University of California in San Francisco. Außerdem wurde er Dozent am City College of San Francisco, wo er jüngere Studenten in Anatomie unterrichtete. Beide Tätigkeiten übte er bis zu seinem Tod am 11. April 1985 aus.

## Der Künstler Hans Elias
Wie oben schon erwähnt, fand Hans Elias’ erste Ausbildung an der Werkkunstschule in Darmstadt statt, wo er zeichnen und modellieren lernte. Sein künstlerisches Talent hat er später mehrfach benutzt, sei es direkt für seine wissenschaftliche Arbeiten, die er selber illustrierte, oder auch zum Broterwerb, wenn er zwar wissenschaftlich tätig sein konnte, dafür aber keine oder nur eine geringe Entlohnung erhielt. Wie intensiv das in all den Jahren geschehen ist, ist nicht zu sagen, doch ist sich Günter Baron sicher: „Jedenfalls beginnt offenbar in Chicago eine Epoche künstlerischen Schaffens: Gemälde, Skulpturen, Reliefs, die Anfang der siebziger Jahre in der Kleinstadt Lake Forest in der Nähe von Chicago unter dem Titel ‚The expressionistic NeoRenaissance of Hans Elias‘ ausgestellt werden.“ Die Ausstellung in Lake Forest fand um 1970 statt, und in ihr wurde bereits die Skulptur „Prometheus bringt den Menschen das Feuer“ gezeigt, die heute in der Staatsbibliothek zu Berlin hängt.
Es ist bekannt, dass Hans Elias viele Kunstwerke geschaffen hat, auch während seiner Zeit in Heidelberg, wo er die dort entstandenen Werke der Universität überlassen hatte, oder eine Georg-Büchner-Skulptur, die er der Deutschen Akademie für Sprache und Dichtung in Darmstadt zu ihrem fünfzigjährigen Jubiläum geschenkt hatte. Alle diese Werke, ob in den USA oder in Europa entstanden, sind nicht mehr aufgefunden worden. Der Berliner Prometheus in der Staatsbibliothek ist das einzige erhaltene Kunstwerk von Hans Elias.
Dass sich der Prometheus, ebenso wie ein großer Teil des Nachlasses von Hans Elias in der Staatsbibliothek befindet, beruht nach Baron auf einer engen Freundschaft zwischen Elias und deren früherem Generaldirektor Ludwig Borngässer. Beide wurden im gleichen Jahr in Darmstadt geboren, und beide haben hier auch Mathematik studiert. Zu vermuten ist, dass die Freundschaft der beiden aus dieser frühen Kinder- und Jugendzeit herrührt.

## Hans Elias und Deutschland
Hans Elias kam erst nach seiner Emigration in Kontakt zu deutschen Anatomen. Einige lernte er während seines Schweiz-Aufenthaltes kennen, andere auf dem internationalen Anatomen-Kongress in Mailand im September 1936. Er kam hier in engen und freundschaftlichen Kontakt zu Hermann Stieve, Max Clara und Heinrich von Hayek und fühlte sich als jüdischer Emigrant von ihnen wohlwollend behandelt und akzeptiert.
Nach dem Zweiten Weltkrieg wusste er von den Verstrickungen vieler Anatomen, namentlich der drei zuvor genannten, in das NS-System und bezeichnete sie als „anatomische Mörder“. Zu Stieve allerdings hielt er weiter Kontakt; im Falle Hayeks intervenierte er erfolgreich dagegen, dass die internationale Vereinigung der Anatomen ihren Kongress auf Einladung von von Hayek 1965 in Wien, dessen Wirkungsstätte, abhielt. Der Kongress tagte stattdessen in Wiesbaden.

Hans Elias, der zweifache Emigrant, hat sich sein ganzes Leben lang seine große Zuneigung zu Deutschland und vieler Menschen dort bewahrt. Antisemitische Erfahrungen waren ihm, anders als seiner Frau, erspart geblieben. Er fühlte sich liberalen demokratischen Traditionen verbunden, und seine jüdische Identität sei etwas gewesen, was erst die Nationalsozialisten zu einem zentralen Element seines Seins gemacht hätten. Deutsche Literatur und Kunst und vor allem die Landschaft, in der er aufgewachsen war, blieben ihm wichtig. Hildebrandt zitiert ihn mit den Worten: 

„Obwohl ich in der schönsten Stadt der nördlichen Hemisphäre (San Francisco) lebe, in einem Haus auf einem Berg mit einer unglaublich grandiosen Aussicht, fühle ich mich die ganze Zeit nach der Heimat hingezogen. Ich habe hier eine interessante Arbeit, liebe Kollegen, Mitarbeiter und Studenten. Trotzdem, dies hier ist die Fremde. Nur der Odenwald und der Schwarzwald sind Heimat.“

Auch in der Sprache sei er der alten Heimat stets verbunden geblieben, er habe nie seinen hessischen Akzent verloren, was selbst in seinem Gebrauch der englischen Sprache deutlich spürbar geblieben sei. Und er habe Heimweh verspürt, Heimweh in einem sehr umfassenden Sinne, als Gefühl des Ausgeschlossen- und Missverstandenseins und der unüberwindbaren Schranken. Er habe überlebt, aber sein Leben als Deutscher sei für immer zerstört gewesen.

## Schriften
- Die Entwicklung des Farbkleides des Wasserfrosches (Rana esculenta), Philosophische Dissertation, Gießen, 1931.
- Hans Elias hat nach seiner Dissertation eine kaum zu überschauende Anzahl von Publikationen über anatomische Themen, über die Stereologie, Kinematographie und Morphologie als Autor oder Herausgeber publiziert, die sich vor allem im WorldCat recherchieren lassen. Besonders erwähnt werden soll aber seine Arbeit, mit der er die Stereologie begründet hat:

- A mathematical approach to microscopic anatomy, Chicago Medical School Quarterly 12, S. 98–103 (1951).

- Er war auch als bildender Künstler bekannt. Sein Werk Prometheus (90 × 185 cm – Zement mit Acryl auf Holzplatte) hängt in der Staatsbibliothek zu Berlin.

- Der Nachlass von Hans Elias und seiner Mutter Anna befindet sich ebenfalls in der Staatsbibliothek zu Berlin (Nachlass Hans Elias und Anna Elias in der Staatsbibliothek zu Berlin)